# Dipturus confusus
Dipturus confusus es una especie de pez de la familia de los Rajidae en el orden de los Rajiformes.

## Morfología
Los machos pueden llegar a alcanzar los 64,9 cm de longitud total y las hembras 69,5.

## Reproducción
Es ovíparo y las hembras ponen huevos envueltos en una cápsula córnea.

## Hábitat
Es un pez de mar y de Clima templado que vive entre 18-390 m de profundidad.

## Distribución geográfica
Se encuentra en Australia. 

## Observaciones
Es inofensivo para los humanos. 